# La casa del sorriso
La casa del sorriso is een Italiaanse dramafilm uit 1991 onder regie van Marco Ferreri. Hij won met deze film de Gouden Beer op het filmfestival van Berlijn.

## Verhaal
Twee geliefden slijten hun dagen in een bejaardentehuis, waar ze geen enkele vrijheid hebben. Ze kunnen elkaar slechts af en toe ontmoeten in de kampeerauto van enkele immigranten. Wanneer het personeel erachter komt dat de twee bejaarden een relatie hebben, trachten ze hen op andere gedachten te brengen.

## Rolverdeling
| Acteur              | Personage |
| ------------------- | --------- |
| Ingrid Thulin       | Adelina   |
| Dado Ruspoli        | Andrea    |
| Enzo Cannavale      | Advocaat  |
| María Mercader      | Elvira    |
| Lucia Vasini        | Giovanna  |
| Francesca Antonelli | Rosy      |
| Elisabeth Kaza      | Esmeralda |